# 표면 플라스몬 공명

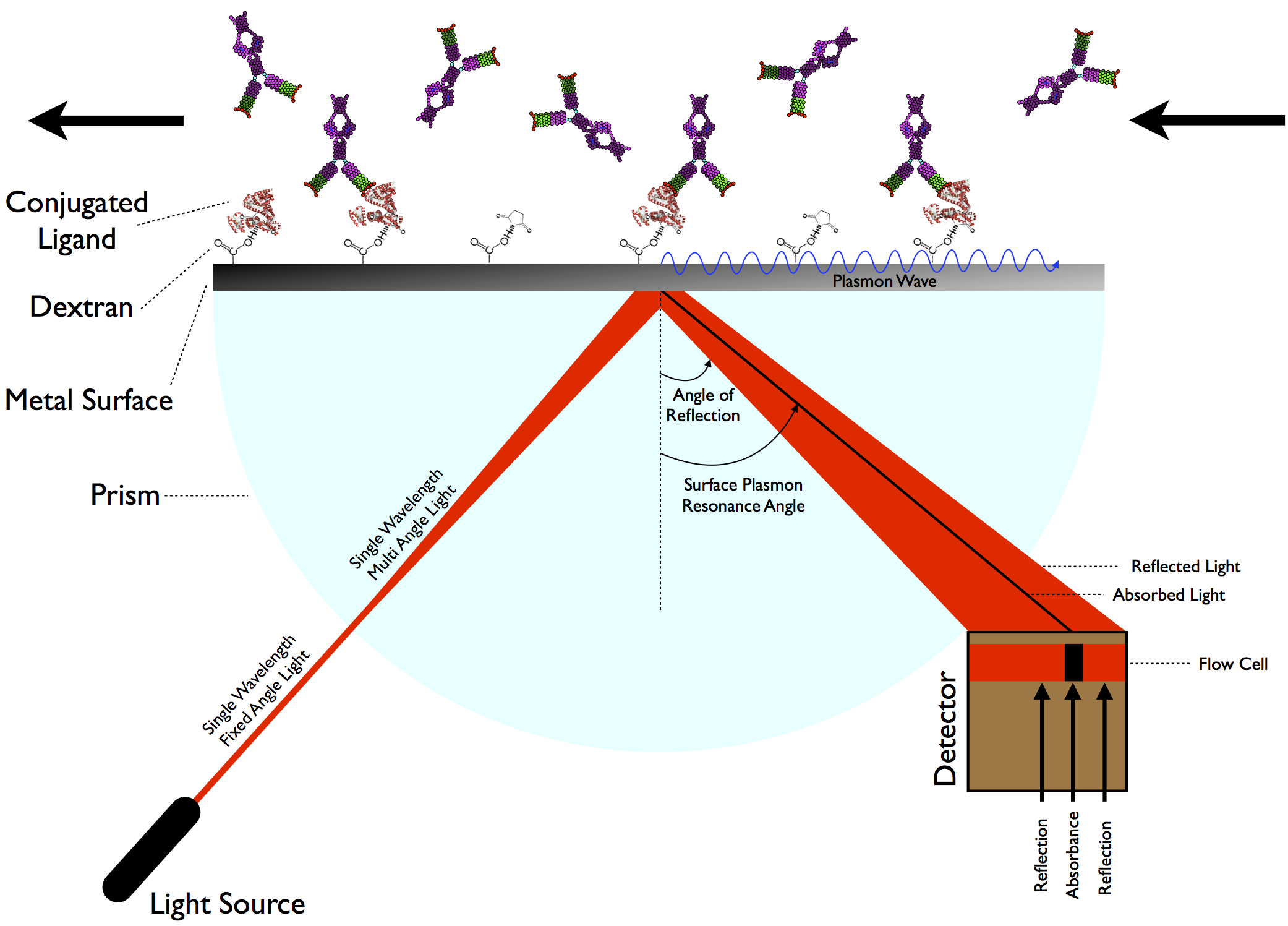
표면 플라즈몬 공명 (SPR)의 설명 그림

표면 플라스몬 공명(영어: surface plasmon resonance, SPR)은 평평한 표면에 입사한 빛에 의해 들뜬 상태가 된 표면 플라스몬의 상태를 가리킨다. 또는, 나노미터 크기의 금속 구조에서 발생한 표면 플라스몬을 국소 표면 플라스몬 공명(영어: localized surface plasmon resonance, LSPR)이라고도 한다.
이 현상은 금속 표면(특히 금이나 은) 위, 또는 금속 나노입자 위 시료의 흡착 정도를 측정하는 표준 계측 원리로 이용되고 있다. 특히 색상의 변화로 시료의 양을 검출하는 바이오센서, 랩온어칩 센서 및 규조토 광합성 등에 널리 사용되는 원리이다.
표면 플라스몬 공명을 이용하여 최근 표면에서의 들뜬상태 및 공명을 이용하여 태양전지 등의 효율을 높이려는 시도 또한 진행되고 있다.

## 설명
표면 플라즈몬 극성은 음의 유전율 / 유전체 물질 계면에 평행한 방향으로 전파되는 비 방사성 전자기 표면파이다. 파동이 전도체와 외부 매체 (공기, 물, 진공 등)의 경계에 있기 때문에 이러한 파동은 전도 표면의 분자 흡착과 같은 경계면의 모든 변화에 매우 민감하다.
양자 이론, 드루드 모형 등 다양한 모델로 표면 플라즈몬 폴라리톤의 존재와 특성에 대해 설명할 수 있다. 그 중 가장 간단한 방법은 각 재료를 균질한 연속체로 처리하는 것이다. 이는 외부 매체와 표면 사이의 주파수 의존적 상대 유전율로 설명된다. 물질의 유전체 함수라고 하는 이 양은 복소 유전율이다. 전자 표면 플라즈몬의 존재를 설명하려면 도체의 유전 상수의 실제 부분이 음수여야 하고 그 크기가 유전체의 크기보다 커야 한다. 이 조건은 공기/금속 및 물/금속 인터페이스에 대한 적외선 가시 파장 영역에서 충족된다. (이 때 금속의 실제 유전 상수는 음이고 공기 또는 물의 유전 상수는 양이다)
국소 표면 플라즈몬 공명은 빛에 의해 들뜨는 금속 나노 입자의 집합적 전자 전하 진동이다. 이 진동은 공진 파장에서 향상된 근거리장 진폭을 나타낸다. 이 필드는 나노 입자에 매우 국한되어 있으며, 입자에 의한 원거리장 산란도 공명에 의해 향상되지만 나노 입자 / 유전체 인터페이스에서 유전체 배경으로 빠르게 붕괴된다. 광 강도 향상은 LSPR의 매우 중요한 측면이며 국소화는 LSPR이 나노 입자 크기에 의해서만 제한되는 매우 높은 공간 해상도 (서브 파장)를 갖는다는 것을 의미한다. 향상된 필드 진폭으로 인해 자기 광학 효과와 같은 진폭에 의존하는 효과도 LSPR에 의해 향상된다.

## 구현

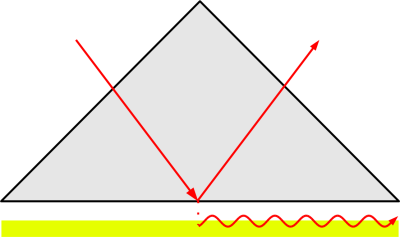
오토 정렬

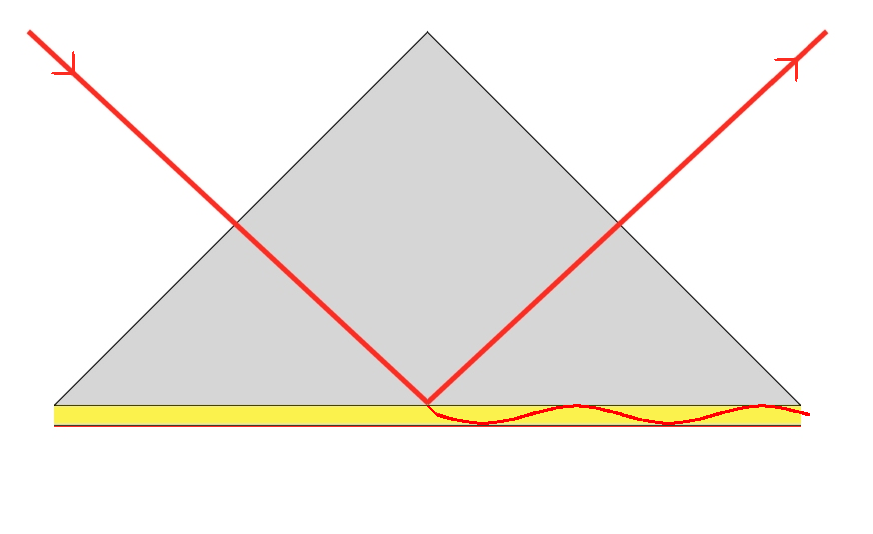
크레이슈만 정렬

공명 방식으로 표면 플라즈몬 폴라리톤을 들뜨게 하려면, 전자 충격이나 입자 광선 (일반적으로 가시광선과 적외선) 활용 등의 방법이 있다. 들어오는 광선은 플라즈몬의 운동량과 일치해야 한다. P-편광 (이 때의 편광은 입사면에 평행하게 발생)의 경우, 광선을 유리 블록에 통과시켜 파수와 운동량을 증가시키고 주어진 파장과 각도에서 공명을 달성시키면 가능하다. S-편광 (이 때의 편광은 입사면에 수직으로 발생)의 경우에는 전자 표면 플라즈몬을 들뜨게 할 수 없다.
전자 및 자기 표면 플라즈몬은 다음 분산 관계를 따른다.
{\displaystyle k(\omega )={\frac {\omega }{c}}{\sqrt {\frac {\varepsilon _{1}\varepsilon _{2}\mu _{1}\mu _{2}}{\varepsilon _{1}\mu _{1}+\varepsilon _{2}\mu _{2}}}}}
여기서 k({\displaystyle \omega })는 파동 벡터, {\displaystyle \epsilon }는 상대 유전율이고, {\displaystyle \mu }는 재료의 상대 투자율이다. (1은 유리 블록, 2는 금속 필름). {\displaystyle \omega }는 각주파수, {\displaystyle {c}}는 진공 상태에서의 빛의 속도이다.
표면 플라즈몬을 지지하는 일반적인 금속은 은과 금이지만 구리, 티타늄 또는 크롬과 같은 금속도 사용되고 있다.
빛을 사용하여 SP 파를 들뜨게 할 때 잘 알려진 두 가지 구성이 있다. 오토 정렬에서 빛은 일반적으로 프리즘인 유리 블록의 벽을 비추고 내부적으로 전반사된다. 금 같은 얇은 금속막은 프리즘 벽에 충분히 가깝게 위치하여 감쇠장이 표면의 플라즈마 파와 상호 작용하여 플라즈몬을 들뜨게 할 수 있다.
크레이슈만 정렬 (크레이슈만–레터 정렬)에서 금속 필름은 유리 블록 위에 증발한다. 빛이 다시 유리 블록을 비추고 소멸 파가 금속 필름을 통과한다. 플라즈몬은 필름의 바깥 쪽에서 들뜬다. 이 구성은 대부분의 실제 응용 프로그램에서 사용된다.

### SPR 방출
표면 플라즈몬파가 거친 표면과 같은 국소 입자 또는 불규칙성과 상호 작용할 때 에너지의 일부가 빛으로 다시 방출될 수 있다. 이 방출된 빛은 다양한 방향으로 금속 필름 뒤에서 감지될 수 있다.

## 같이 보기
- 플라스몬
- 공명
- 유전율

## 외부 자료 및 링크
- A selection of free-download papers on Plasmonics in New Journal of Physics
- Heinz Raether (1988). “Surface plasmons on smooth and rough surfaces and on gratings”. 《Springer Tracts in Modern Physics》 111. Bibcode:1988STMP..111.....R. doi:10.1007/BFb0048317. ISBN 978-3-540-17363-2.
- Stefan Maier (2007). 《Plasmonics: Fundamentals and Applications》. Springer. ISBN 978-0-387-33150-8.
- Richard B M Schasfoort; Anna J Tudos, 편집. (2008). 《Handbook of Surface Plasmon Resonance》. RSC publishing. ISBN 978-0-85404-267-8.